# Миљан Гољовић
Миљан Гољовић (рођен 27. августа 1971. године у Рашки) је бивши српски и словеначки кошаркаш. Играо је на позицији крила а највећи део своје каријере провео у Словенији где је и добио држављанство.

## Каријера
Први сениорски тим за који је наступао била је Слога из Краљева. Након тога сели се у Београд где је прво играо за Партизан па за Раднички са Црвеног крста. Затим одлази у Словенију где је стекао пуну афирмацију, а најбоље је играо у тиму Пивоварна Лашко. У сезони 1999/00. са овом екипом играо је Евролигу и са 20,2 поена по мечу био први стрелац Евролиге. Током играња у Словенији добио је словеначко држављанство и чак био и члан њихове репрезентације.
После је наступао и у Турској, за екипу Улкерспора. У сезони 2000/01. у Евролиги је просечно постизао 11,4 поена а у следећој сезони 7,4. У сезони 2003/04. играо је за Лијетувос ритас. Поред домаћег такмичења играо је и Еврокуп бележећи просечно 7,3 поена по мечу.

## Индивидулана признања
- Најбољи стрелац Евролиге (1): 2000.
- Учесник Ол-стар утакмице у Словенији (4): 1995–2000.
- Победник у шутирању тројки у Словенији (2): 1997, 1999.
- Учесник ол-стар утакмице у Литванији (1): 2004.